# کوئین شپرد
کوئین شپرد (انگلیسی: Quinn Shephard؛ زادهٔ ۲۸ فوریهٔ ۱۹۹۵) یک هنرپیشه اهل ایالات متحده آمریکا است.